# Phrurotimpus woodburyi
Phrurotimpus woodburyi is een spinnensoort uit de familie van de Phrurolithidae.
De wetenschappelijke naam van de soort werd in 1929 als Phrurolithus woodburyi gepubliceerd door Ralph Vary Chamberlin & Willis John Gertsch.